# Маље Рипњани
Маље Рипњани (слч. Malé Ripňany) насељено је мјесто са административним статусом сеоске општине (слч. obec) у округу Топољчани, у Њитранском крају, Словачка Република.

## Становништво
| Година:    | 1994. | 2004.   | 2014.   | 2024.   |
| ---------- | ----- | ------- | ------- | ------- |
| Број људи: | 490   | 525     | 550     | 551     |
| Разлика:   |       | +7,14 % | +4,76 % | +0,18 % |

| Година:    | 2023. | 2024.   |
| ---------- | ----- | ------- |
| Број људи: | 553   | 551     |
| Разлика:   |       | -0,36 % |

Према подацима о броју становника из 2011. године насеље је имало 553 становника.